# Олл-Американ-канал
Олл-Американ-канал (англ. All-American Canal) — ирригационный канал в штате Калифорния (США), построенный в 1928—1942 гг. Длина — 130 км, в канале используется вода реки Колорадо, 90 % стока которой или 741 м³/сек отводится с помощью плотины Империал в канал, при этом осуществляется очистка воды от взвешенных частиц ила. Ширина основного водотока изменяется от 210 м до 46 м, глубина от 15 м до 2,5 м. Участок основного канала длиной 15 км проходит по государственной границе между Мексикой и США. Средний расход воды — 740,6 м³/с.
На канале расположен каскад ГЭС общей мощностью 58 МВт, загрузка электростанций зависит от количества требуемой воды. Общая площадь сельхозугодий, орошаемых с помощью канала, составляет 250 000 га.
Канал также является единственным значимым притоком солёного озера Солтон-Си и используется для поддержания его современного состояния. Основной канал не достигает этого водоёма, непосредственно с ним соединён канал Ист-Хайлайн (англ. East Highline Canal), который является одним из его побочных ответвлений, конечная точка последнего в этом бессточном водоёме располагается на высоте 69 м ниже уровня моря. Притоки Солтон-Си, реки Аламо и Нью-Ривер, основной канал пересекает по акведукам, оборудованным водосливами.